# Farol Capão da Marca
O Farol Capão da Marca localiza-se à margem da Lagoa dos Patos, cerca de onze quilômetros a sudoeste de Tavares, estado do Rio Grande do Sul, no Brasil.
Torre octogonal em armação de ferro com lanterna e um cilindro central. Todo o farol pintado de branco.
Não confundir com o Farol Capão da Marca de Fora.

## História
Inaugurado em 1849 pelo próprio Imperador D. Pedro II (1840-1889), reveste-se de interesse histórico, uma vez que foi o primeiro farol da então Província do Rio Grande do Sul.
Atualmente está sem funcionar conforme dados do Serviço de Praticagem da Lagoa dos Patos, apesar de constatado em visitas que está equipado com sistema de balisamento estroboscópico automático e é alimentado por energia solar.
A cerca de vinte e oito quilômetros ao Norte deste marco, ainda à margem da Lagoa dos Patos, encontra-se outro farol histórico, o Farol Cristóvão Pereira, em atividade desde 1868.